# Episodi di Una mamma per amica (settima stagione)
La settima stagione della serie televisiva Una mamma per amica, composta da 22 episodi, è stata trasmessa su The CW (canale nato in seguito alla fusione tra The WB e UPN) dal 26 settembre 2006 al 15 maggio 2007.
In Italia la stagione è andata in onda su Italia 1 dal 2 ottobre 2007 al 23 marzo 2008. La trasmissione è cominciata il 2 ottobre 2007 interrompendosi col settimo episodio il 16 ottobre 2007 a causa dei bassi ascolti. La stagione è stata riproposta integralmente (compresi gli episodi già andati in onda) a partire dal 5 gennaio 2008, ogni sabato a partire dalle 19:25. Gli ultimi due episodi, trasmessi il 23 marzo 2008, sono andati in onda eccezionalmente dalle 18:15 sempre su Italia 1.
| nº | Titolo originale                               | Titolo italiano                 | Prima TV USA      | Prima TV Italia  |
| -- | ---------------------------------------------- | ------------------------------- | ----------------- | ---------------- |
| 1  | The Long Morrow                                | Il terzo stadio dello sconforto | 26 settembre 2006 | 2 ottobre 2007   |
| 2  | That's What You Get, Folks, For Makin' Whoopee | I risultati dell'amore          | 3 ottobre 2006    | 2 ottobre 2007   |
| 3  | Lorelai's First Cotillion                      | Il primo ballo di società       | 10 ottobre 2006   | 9 ottobre 2007   |
| 4  | ‘s Wonderful, ‘s Marvelous                     | Una sorpresa per Lorelai        | 17 ottobre 2006   | 9 ottobre 2007   |
| 5  | The Great Stink                                | Emergenza cipolline             | 24 ottobre 2006   | 16 ottobre 2007  |
| 6  | Go, Bulldogs!                                  | Il weekend dei genitori         | 7 novembre 2006   | 16 ottobre 2007  |
| 7  | French Twist                                   | Nulla è cambiato                | 14 novembre 2006  | 16 ottobre 2007  |
| 8  | Introducing Lorelai Planetarium                | Lorelai si sposa                | 21 novembre 2006  | 26 gennaio 2008  |
| 9  | Knit, People, Knit!                            | Il maglia-thon                  | 28 novembre 2006  | 2 febbraio 2008  |
| 10 | Merry Fisticuffs                               | Marte e Venere                  | 5 dicembre 2006   | 2 febbraio 2008  |
| 11 | Santa's Secret Stuff                           | La posta in gioco               | 23 gennaio 2007   | 9 febbraio 2008  |
| 12 | To Whom It May Concern                         | Un padre responsabile           | 30 gennaio 2007   | 9 febbraio 2008  |
| 13 | I'd Rather Be In Philadelphia                  | Intervento a cuore aperto       | 6 febbraio 2007   | 16 febbraio 2008 |
| 14 | Farewell My Pet                                | L'uomo che vorrei voler amare   | 13 febbraio 2007  | 23 febbraio 2008 |
| 15 | I'm a Kayak, Hear Me Roar                      | Tutta colpa dei buchi neri      | 20 febbraio 2007  | 23 febbraio 2008 |
| 16 | Will You Be My Lorelai Gilmore?                | Festa premaman                  | 27 febbraio 2007  | 1º marzo 2008    |
| 17 | Gilmore Girls Only                             | Il mestiere di padre            | 6 marzo 2007      | 1º marzo 2008    |
| 18 | Hay Bale Maze                                  | Il giocatore d'azzardo          | 17 aprile 2007    | 8 marzo 2008     |
| 19 | It's Just Like Riding a Bike                   | È come andare in bicicletta     | 24 aprile 2007    | 15 marzo 2008    |
| 20 | Lorelai, Lorelai                               | Serenata                        | 1º maggio 2007    | 15 marzo 2008    |
| 21 | Unto The Breach                                | Tutto o niente                  | 8 maggio 2007     | 23 marzo 2008    |
| 22 | Bon Voyage                                     | Mi piace vederti felice         | 15 maggio 2007    | 23 marzo 2008    |

## Il terzo stadio dello sconforto
- Titolo originale: The Long Morrow
- Diretto da: Lee Shallat-Chemel
- Scritto da: David S. Rosenthal

### Trama
Lorelai, dopo aver chiuso la storia con Luke, si sveglia con Christopher dopo aver passato la notte con lui: la donna è pentita e confusa e, confidandosi solo con Sookie, deduce che è meglio non farne parola con Luke. Sempre di separazioni si tratta per quanto riguarda Rory, che ha lasciato andare Logan a Londra per lavoro e ora deve fare i conti con una relazione a distanza. La ragazza trova un razzo giocattolo che le ha lasciato Logan come regalo nel loro appartamento: lei inizialmente non capisce cosa lui stia cercando di dirle, poi finalmente lo collega ad una loro serata insieme e si rende conto che significa “vero amore”, decidendo quindi di raggiungerlo a Londra per l’estate. Durante il giro di prova per testare i nuovi autovelox della città Kirk distrugge il locale di Luke con l'auto di Taylor. Luke capisce che Lorelai aveva ragione sul fatto che dovrebbe comportarsi spontaneamente, così si presenta a casa sua e le dice che accetta la sua richiesta e vuole sposarsi. A quel punto, Lorelai si vede costretta a dirgli di essere andata a letto con Christopher: Luke se ne va arrabbiato.

## I risultati dell'amore
- Titolo originale: That's What You Get, Folks, For Makin' Whoopee
- Diretto da: Bethany Rooney
- Scritto da: Rebecca Kirshner

### Trama
Luke va a casa di Christopher appositamente per dargli un pugno in faccia. Lane e Zach tornano dalla luna di miele e Rory scopre dall'amica che la sua prima volta, avvenuta in quell’occasione, non è andata bene. T.J. aiuta Luke a riparare il locale. Lorelai trasforma la casa con un mix di culture asiatiche per riparare al mancato viaggio che Rory doveva fare assieme a Logan in Asia durante l’estate. Rory scopre che la madre è stata a letto con il padre e scappa da Lane, dove scopre che l'amica è incinta, mentre intanto decide che è meglio non raggiungere Logan a Londra visto che sono i primi tempi e ha bisogno di ambientarsi. Al primo incontro con Lorelai, Luke afferma orgoglioso di avere dato un cazzotto a Christopher, mentre durante il secondo si rassegna all'idea di non stare più assieme a Lorelai e le propone di provare a tornare amici come una volta e dimenticare tutto. Lorelai torna a casa delusa e affranta, ma c'è pur sempre Rory a consolarla.

## Il primo ballo di società
- Titolo originale: Lorelai's First Cotillion
- Diretto da: Lee Shallat-Chemel
- Scritto da: Rina Mimoun

### Trama
Lorelai mette al corrente i genitori della rottura con Luke e si rende conto che la sua vita e i suoi sentimenti sono sempre stati un tentativo di opporsi a sua madre Emily. Rory, sotto consiglio di Paris, trova un modo particolare di esprimere il proprio amore al lontano Logan, poi va a cena con il padre per riconciliarsi dopo essere rimasti distanti per un po’ di tempo a causa di quanto successo con Lorelai. Michel, affascinato dalla grazia degli aristocratici, costringe Lorelai a portarlo al ballo delle piccole debuttanti organizzato da Emily e sorprendentemente Lorelai si diverte insieme all'amico. Al suo ritorno a casa, la donna incontra Christopher che ha riaccompagnato a casa Rory dalla loro cena: lui le dice che non può far finta che quella notte passata insieme non sia stata importante per lui e le dichiara nuovamente il proprio amore, ribadendole che pensa che siano fatti per stare insieme, e più tardi lei lo richiamerà.

## Una sorpresa per Lorelai
- Titolo originale: ‘s Wonderful, ‘s Marvelous
- Diretto da: Victor Nelli Jr.
- Scritto da: Gayle Abrams

### Trama
Lorelai e Christopher hanno ricominciato ad uscire insieme, ma Rory e Sookie le dicono di fare attenzione finché non sarà sicura di potersi fidare totalmente. Christopher sta comunque facendo del suo meglio per riconquistarla e con una romantica serata a sorpresa a base di drive-in in campagna sembra riuscire nei suoi intenti. Rory va a una mostra d'arte per scrivere un articolo e conoscerà due ragazze molto simpatiche, Lucy e Olivia, che poi invita nel suo appartamento. April va a stare da Luke mentre la madre deve assistere la nonna per un'operazione. Emily viene arrestata perché parla al telefono mentre guida: Lorelai e Christopher la vanno a prendere in prigione dopo il loro appuntamento e la cosa li divertirà molto. A fine serata sarà Lorelai a chiedere a Christopher di passare la notte insieme.

## Emergenza cipolline
- Titolo originale: The Great Stink
- Diretto da: Michael Schultz
- Scritto da: Gina Fattore

### Trama
Quando un improbabile treno merci pieno di cipolline deraglia vicino a Stars Hollow, l'intera comunità viene assalita da un odore pestilenziale che crea molto scompiglio. Logan torna temporaneamente in America per comprare una società che si occupa d'internet e così fa una sorpresa a Rory andandola a trovare, ma quando la porta fuori a cena coi colleghi Rory si sente un'estranea e inoltre minacciata dalla possibilità che Logan possa essere attratto da una sua avvenente collega, ma lui la tranquillizza. Lorelai va insieme a Christopher alla consueta cena del venerdì sera a casa di Emily e Richard. Christopher mostra a Lorelai una lettera di Sherry in cui la donna chiede di portare la figlia Gigi a Parigi per poterla incontrare. I due discutono dell'argomento e finiscono per fare paragoni sui cambiamenti avvenuti negli anni e attraverso le loro rispettive esperienze genitoriali. Alla fine, Christopher chiede a Lorelai di andare a Parigi con lui e Gigi e lei accetta.

## Il weekend dei genitori
- Titolo originale: Go, Bulldogs!
- Diretto da: Wil Shriner
- Scritto da: David S. Rosenthal e Rebecca Kirshner

### Trama
Christopher e Lorelai vanno a trovare Rory a Yale durante il weekend dei genitori, a cui partecipano anche Emily e Richard. Christopher, quando vede gli altri genitori degli studenti parlare delle tante cose fatte con i figli, si sente in colpa per non essere stato presente nella vita di Rory e tenta di riparare con un invito, aperto anche a tutti i suoi colleghi del giornale universitario, in un ristorante francese. Rory però avrebbe voluto pranzare da sola con i suoi genitori, così li incastra ad andare a cena con i nonni allo stesso ristorante. Luke intanto conosce l'istruttrice di nuoto di April e ci va fuori per un appuntamento, ma dopo se ne pente. Lane fa da baby-sitter all'ormai pre-adolescente April mentre Luke è fuori per l’appuntamento.

## Nulla è cambiato
- Titolo originale: French Twist
- Diretto da: Lee Shallat-Chemel
- Scritto da: David Babcock

### Trama
Lorelai e Christopher vanno a Parigi per portare Gigi da Sherry. Nonostante gli effetti del fuso orario, i due riusciranno ad avere un romantico weekend a lume di candela e con vista sulla Senna, in nome del ricordo della loro gioventù insieme come coppia, quando volevano viaggiare senza soldi e meta per l'Europa. A Stars Hollow intanto Zach e Lane sono terrorizzati dal dover comunicare alla signora Kim dell'imminente arrivo di due pargoletti gemelli, invece la donna è entusiasta e vorrebbe che i due sposini si trasferissero immediatamente a casa sua, ma dopo aver capito che come futuri genitori devono prendere loro le decisioni, rifiutano la sua offerta. Così, la signora Kim organizza il suo trasferimento da loro, non prima di aver sistemato Brian da una famiglia coreana, dove il ragazzo si trova subito a suo agio. Rory termina di essere direttrice dello Yale Daily News e si trova a dover affrontare la paura di ciò che le riserva il futuro, incerto tra la laurea ormai vicina e la sua storia con Logan che non ha ancora trovato un suo equilibrio dopo la partenza di lui. Successivamente, Rory scopre che il ragazzo della sua nuova amica Lucy è Marty, il quale però finge di non conoscerla, mettendola in una situazione scomoda. Quando Christopher e Lorelai fanno ritorno a casa, si scopre che i due a Parigi si sono sposati.

## Lorelai si sposa
- Titolo originale: Introducing Lorelai Planetarium
- Diretto da: Lee Shallat-Chemel
- Scritto da: Jennie Snyder

### Trama
Rory viene invitata a cena dalla madre, la quale insieme a Christopher le dice che si sono sposati durante il loro viaggio in Francia. Arrabbiata per non essere stata messa al corrente, Rory litiga con Lorelai e decide di passare un po' di tempo con Logan, il quale a sorpresa è tornato a vivere in America per portare avanti il proprio lavoro. Durante una festa d'inaugurazione, Rory conosce il direttore di una rivista online che le chiede di scrivere un articolo sull'evento. Rory scrive un articolo che critica aspramente il sistema elitario che caratterizza l'alta società presente alla festa e quando Logan lo legge si sente naturalmente chiamato in causa: i due litigano e Logan accusa Rory d'ipocrisia, dato che da diverso tempo ormai anche lei fa parte di quell'ambiente altolocato e per di più vive nell'appartamento pagato da lui. Tuttavia i due capiscono poi le ragioni dell’altro e fanno pace. Intanto, Lorelai va da Rory e si spiega sulla decisione improvvisa di sposare Christopher: il forte legame affettivo fra madre e figlia ancora una volta avrà la meglio. Luke intanto passa il weekend con April e il loro legame si fortifica, ma scopre poi che la figlia deve essere operata urgentemente per un'appendicite. Luke chiama Lorelai per avere supporto morale e lei si precipita in ospedale: i due sembrano riavvicinarsi, ma poi Luke vede l'anello nuziale e le cose si complicano ulteriormente.

## Il maglia-thon
- Titolo originale: Knit, People, Knit!
- Diretto da: Kenny Ortega
- Scritto da: David Graew

### Trama
Lorelai ha paura che gli amici a Stars Hollow possano non accettare Christopher, ma lui insiste per farsi vedere in giro, così i due partecipano all'annuale maratona di lavoro a maglia per una raccolta fondi. Christopher fa una donazione molto generosa per l'obiettivo dell'anno, cioè la ricostruzione del ponte di legno di Stars Hollow. La donazione di Christopher però fa terminare la maratona con troppo anticipo, con grande disappunto delle partecipanti. Ciò invece di innalzarlo a idolo della città lo mette sotto una luce ulteriormente negativa. Durante un'uscita con Jackson, Christopher sembra trovare la voce di un amico, il quale gli confida che una volta conquistata Lorelai deve sapere anche dimostrare di essere un degno marito. Ad un party del college, Rory e Marty si confrontano pacificamente sul comportamento distaccato di quest'ultimo. Tuttavia, lui finisce per farle delle avance e Rory viene messa ancora più a disagio. Anna comunica a Luke di volersi trasferire nel New Mexico insieme alla figlia April per assistere la madre convalescente. Contemporaneamente, Luke assiste commosso alla nascita della figlia di T.J. e Liz: in questa occasione, l’uomo comprende l'importanza del suo ruolo nella vita di April, così decide di dire ad Anna che come padre ha dei diritti legali e non vuole essere separato da April di nuovo.

## Marte e Venere
- Titolo originale: Merry Fisticuffs
- Diretto da: Jackson Douglas
- Scritto da: David S. Rosenthal

### Trama
Lorelai incontra Luke con la nuova nipotina e fra i due si ristabilisce una certa armonia. Christopher assiste alla scena e non ne rimarrà molto contento. Più tardi i due discutono della possibilità di avere un altro bambino, ma Lorelai si dice non pronta. Christopher capisce che Lorelai non è sufficientemente coinvolta nel loro matrimonio, così durante i preparativi per una festa voluta a tutti costi da Emily per celebrare il grande passo, l’uomo se ne va, lasciando Lorelai interdetta. Luke contatta un avvocato per avere l'affidamento congiunto di April, ma gli viene detto a priori che ha ben poche speranze di vincere la causa in quanto di norma l'affidamento va sempre alla madre, specialmente in casi come il suo in cui il padre è stato assente per così a lungo. Logan e Rory incontrano Lucy e Marty alla mensa del campus: frustrata dalla situazione imbarazzante con Marty, Rory confida a Logan di avere problemi a fingere con Lucy di non aver mai frequentato il suo ragazzo. Logan le consiglia di dirlo a Lucy il prima possibile e, visto che lei continua a non farlo e lui si ritrova involontariamente coinvolto nel portare avanti la bugia, mentre stanno pranzando con Lucy e Marty, è lui a rivelare il segreto, cosa che sembra rovinare l’amicizia tra Rory e Lucy. Luke e Christopher, entrambi ancora molto frustrati dal ruolo dell’altro nella vita di Lorelai, quando si incontrano per strada fanno a botte violentemente. Emily si reca a casa di Lorelai per darle un monito a proposito del suo fragile rapporto coniugale, spiegandole che se vuole che le cose con Christopher funzionino deve mettersi più d’impegno anche lei nel loro rapporto perché il matrimonio è un gioco di squadra.
Nota: La regia dell'episodio è stata curata dall'attore che interpreta Jackson, il marito di Sookie.

## La posta in gioco
- Titolo originale: Santa's Secret Stuff
- Diretto da: Lee Shallat-Chemel
- Scritto da: Rebecca Kirshner

### Trama
Dopo un viaggio pacificatorio riguardo la questione di Lucy a Londra con Logan per Natale, Rory torna a casa per festeggiare, sebbene in ritardo, con la madre, Christopher e Gigi. Luke chiede a Lorelai di scrivere una lettera di raccomandazione da mandare al suo avvocato in vista del processo per l'affidamento congiunto di April. Lorelai accetta volentieri, ma poi si trova in difficoltà, fino a quando non ripensa a quanto Luke sia stato una figura importante nella vita di Rory. Ispirata dalla madre, Rory scrive una lettera di scuse a Lucy spiegandole perché le aveva tenuto nascosto che conosceva Marty.

## Un padre responsabile
- Titolo originale: To Whom It May Concern
- Diretto da: Jamie Babbit
- Scritto da: David Babcock

### Trama
Sookie si comporta in modo strano e Lorelai obbliga Jackson a dire alla moglie la verità, che a sua volta ha appena scoperto, ossia che è di nuovo incinta perché lui non ha fatto la vasectomia. Intanto, Richard sta per iniziare il suo corso straordinario di economia a Yale, a cui naturalmente partecipa anche Rory, che intanto, anche grazie a Paris, riesce a riconciliarsi con Lucy, la quale confessa di aver preferito chiudere la storia con Marty. Luke e Anna hanno l'udienza per la custodia di April. Intanto, a casa Gilmore, Christopher trova una brutta copia della lettera che Lorelai ha scritto per Luke, rimanendo profondamente ferito dal contenuto, che gli dimostra nuovamente il legame profondo tra i due e gli ricorda quanto Luke sia stato una figura paterna per Rory. Al ritorno di Lorelai, Christopher le dice che non riesce a stare con lei sapendo di essere una seconda scelta, poi se ne va di casa. Luke vince la causa ottenendo l'affidamento congiunto e il diritto di vedere April almeno un weekend al mese, così, entusiasta, chiama immediatamente Lorelai per comunicarglielo, visto che parte del merito è anche suo. Durante la lezione d'inizio corso di Richard, l'uomo ha un terribile collasso davanti all'intera classe e alla nipote Rory.
- Nota. In questa stagione, Melissa McCharty era veramente incinta, quindi gli sceneggiatori hanno dovuto per forza cambiare la storia del suo personaggio.

## Intervento a cuore aperto
- Titolo originale: I'd Rather Be In Philadelphia
- Diretto da: Lee Shallat-Chemel
- Scritto da: Rebecca Kirshner

### Trama
All'ospedale, Emily, Lorelai e Rory vengono a sapere che Richard dovrà subire un'operazione al cuore a seguito dell'infarto e iniziano ad attendere con ansia l'esito, che fortunatamente sarà positivo. Logan arriva per stare accanto a Rory, mentre Lorelai non riesce a rintracciare Christopher dopo il loro litigio. Emily porta avanti le faccende legali del marito, trascurando però il lato emotivo. Ciò stizzisce inizialmente Lorelai, la quale vedendo poi il reale impegno di sua madre nei confronti del marito capirà di avere bisogno di suo marito Christopher. Anche Luke, dopo aver saputo per caso quanto stava succedendo, fa un salto in ospedale due volte per essere di supporto morale e per portare del cibo. Alla fine Christopher arriva e, vedendo Lorelai e Luke insieme, diventa consapevole dell'impossibilità di rimettere a posto le cose con lei.

## L'uomo che vorrei voler amare
- Titolo originale: Farewell, My Pet
- Diretto da: Jamie Babbit
- Scritto da: Jennie Snyder

### Trama
Quando il nonno inizia a riprendersi dall'operazione, Rory fa ritorno all'università. Lì, a far da supplente al nonno ci sarà un giovane professore che lei troverà molto attraente. Rory decide così di parlarne apertamente con Logan, il quale si rivelerà molto calmo e per niente geloso, così entrambi si rendono conto di fidarsi ormai completamente l'uno dell'altro e non essere più preoccupati per il loro rapporto, sentono di avere raggiunto il loro equilibrio. Lorelai intanto cerca di non pensare ai propri problemi matrimoniali organizzando assieme a Sookie il funerale di uno dei cani di Michel. Lorelai sta prendendo in considerazione la possibilità di escludere definitivamente Luke dalla propria vita dato che nella sua presenza Christopher vede una minaccia al loro rapporto, Sookie tuttavia le fa notare che ciò potrebbe rivelarsi difficile, lei e Luke sono stati molto uniti, prima come amici e poi come fidanzati. Sookie le domanda se, a prescindere da Luke, la sua scelta ricadrebbe realmente su Christopher. Infine, Lorelai e Christopher parlano della loro situazione e lei ammette che effettivamente prova ancora dei sentimenti per Luke, ma riconosce che quello non è il principale problema, tra loro due era finita e lei si è buttata a capofitto nell'amore verso Christopher. Ha sempre fantasticato sulla possibilità di stare con quest'ultimo, ma ora che è tutto reale capisce che può amarlo solo su un piano teorico. Christopher accetta con rassegnazione che tra loro due è finita, avendo preso atto che ci ha impiegato anche troppo tempo per conquistarla e questo avrebbe dovuto suggergli che lui e Lorelai non sono fatti l'uno per l'altra.

## Tutta colpa dei buchi neri
- Titolo originale: I'm a Kayak, Hear Me Roar
- Diretto da: Lee Shallat-Chemel
- Scritto da: Rebecca Kirsher

### Trama
Liz, T.J. e la nipotina di Luke invadono l'appartamento di quest’ultimo perché hanno la casa infestata. Insieme parlano di Lorelai e del fatto che a Luke sembra mancare molto. Lorelai intanto non riesce a dire ai genitori della separazione. Con l'aiuto di Sookie, Lorelai si prende cura dell'alimentazione del padre e dà una mano ad Emily nelle operazioni finanziarie di Richard. In tale occasione, mette la madre al corrente della propria rottura con Christopher: Emily esprime i suoi sentimenti di invidia e ammirazione nei confronti di Lorelai, che a differenza di lei si è sempre rivelata una donna forte e capace di andare avanti nella vita senza bisogno di un marito, sebbene non nasconda il suo disappunto per la notizia. Rory intanto prepara un festeggiamento particolare in occasione del compleanno di Logan, ma a rovinare in parte i suoi piani sarà l'entrata in scena di Mitchum, che tutto d'un colpo sembra voler andare d'accordo con lei e decidere insieme a tavolino del futuro di Logan. Per finire, Logan viene avvisato da uno dei suoi colleghi che la sua compagnia è in grossi guai legali.
- Nota. I 'buchi neri' menzionati nel titolo della versione italiana fanno riferimento ad una frase pronunciata da Liz, che parlando con suo marito TJ sostiene che Luke e Lorelai sono universi paralleli che entrano in comunicazione solo attraverso dei buchi neri.

## Festa premamma
- Titolo originale: Will You Be My Lorelai Gilmore?
- Diretto da: David Paymer
- Scritto da: Gina Fattore e Gayle Abrams

### Trama
Rory deve dividersi tra un colloquio di lavoro offertole dal New York Times e la preparazione di una festa pre-maman per Lane e i suoi futuri gemelli. In questo viene aiutata da Lorelai, che pensa anche a riappacificare i rapporti fra Lane e sua madre riguardo all'educazione dei figli. Logan dice a Rory del suo recente disastro finanziario e quando le comunica che ha intenzione di andare a Las Vegas qualche giorno per distrarsi insieme agli amici, Rory comincia a preoccuparsi per la loro relazione, temendo che lui ricada nelle vecchie abitudini. Luke viene spronato dalla sorella Liz a vendere la vecchia barca del padre come simbolo di un cambiamento generale nella sua vita. Più tardi, la venderà a Kirk e ne comprerà una nuova che ha intenzione di inaugurare durante l'estate con un viaggio insieme alla figlia April. Lane è costretta a stare a letto per complicazioni di gravidanza, così tutti la festeggeranno alla scuola di ballo di Miss Patty mentre lei viene trasportata da casa a lì su un letto a ruote. Rory accetta la richiesta dell’amica di fare da madrina ai suoi figli.

## Il mestiere di padre
- Titolo originale: Gilmore Girls Only
- Diretto da: Lee Shallat-Chemel
- Scritto da: David Babcock

### Trama
Lorelai va nel Nord Carolina per partecipare al matrimonio di Mia, la sua vecchia amica proprietaria dell'Independence Inn. A lei si uniscono Rory, che si vuole distrarre dai problemi con Logan dopo aver discusso con lui riguardo a come ha reagito al suo disastro finanziario, ed Emily, che non ne può più di fare da infermiera a Richard. Logan, nonostante la fuga di Rory, riesce a trovarla e i due si riconciliano, soprattutto quando lui le dice che ha affrontato suo padre e ha lasciato la società. Lane e Zach chiedono a Luke di fare da padrino ai gemelli, che nasceranno il giorno dopo.

## Il giocatore d'azzardo
- Titolo originale: Hay Bale Maze
- Diretto da: Steve Clancy
- Scritto da: Rebecca Kirshner

### Trama
Dopo essersi riconciliata con Logan, Rory lo porta con sè a Stars Hollow per le vacanze di primavera. Lorelai, vedendo quanto la relazione di sua figlia con lui si stia facendo seria, si preoccupa della sua immaturità e disprezza il suo stile di vita. Alla fine, però, Logan le spiega il suo punto di vista su diverse questioni e lei finalmente lo capirà. Taylor usa tutto il budget per l'annuale festa di primavera per un labirinto fatto di fieno nel centro della cittadina. Proprio nel labirinto Lorelai e Luke si incontrano e finalmente si scambiano le scuse per ciò che ognuno dei due ha sbagliato contribuendo alla loro rottura. Nel frattempo, Rory si trova a dover scegliere fra varie possibilità che la attendono dopo la laurea ed è indecisa su se accettare un’offerta di lavoro. Così, la ragazza dice a Logan di voler considerare anche lui in base alle sue scelte, ma lui le risponde che non si deve preoccupare e di mettere davanti a tutto la carriera perché lui la seguirà: dopo averci riflettuto, Rory sceglie di rifiutare la proposta di lavoro e di fare domanda per uno stage presso il New York Times, che in realtà era la sua preferenza fin dall’inizio, ma ribadisce a Logan che ormai ritiene di voler considerare anche lui nelle sue scelte.

## È come andare in bicicletta
- Titolo originale: It's Just Like Riding a Bike
- Diretto da: Lee Shallat-Chemel
- Scritto da: Jennie Snyder

### Trama
Lorelai torna a frequentare il locale di Luke, ma i loro incontri sono ancora molto imbarazzanti. Quando la jeep di Lorelai si rompe, la donna chiede una mano a Luke per comprare una nuova macchina: quando i due ricominciano a litigare, come una volta, per delle stupidaggini, e Lorelai allora intuisce che le cose fra di loro d'ora in avanti inizieranno ad andare meglio. Paris viene accettata da tutte le università a cui ha fatto domanda e va nel panico, perché ha troppe opzioni tra cui scegliere, però, presa dal panico, decide di lasciare Doyle per non farsi influenzare dal dover decidere per due: parlandone insieme durante un'uscita serale con Lucy e Olivia, Paris e Rory capiscono di trovarsi nella stessa situazione poiché in crisi su come riuscire a tenere un equilibrio tra le proprie relazioni amorose e il futuro professionale. Il giorno seguente, Doyle si presenta da Paris e le dice che se non vuole essere lei a considerare lui nelle sue scelte, sarà lui a farlo (la stessa cosa detta da Logan a Rory) perché la ama, così i due riconciliano. Rory riceve finalmente una lettera dal New York Times in cui però le dicono che non è stata accettata per lo stage per cui aveva fatto domanda.

## Serenata
- Titolo originale: Lorelai? Lorelai?
- Diretto da: Bethany Rooney
- Scritto da: David S. Rosenthal

### Trama
Una volta detto alla madre e ai nonni che non è stata accettata dal New York Times, Rory entra in agitazione in vista degli esami finali prima della laurea. Lorelai cerca di tirarla su di morale e la tranquillizza sul fatto che non potrà mai deluderla in niente. Durante una sera al karaoke bar, alcuni personaggi di Stars Hollow si cimentano in esecuzioni canore comiche e fra questi c'è anche una Lorelai un po' brilla e, quando tra il pubblico arriva anche Luke, diventa chiaro che la sua è una serenata romantica diretta a lui. Logan arriva improvvisamente a casa Gilmore dopo aver ricevuto un’importante offerta di lavoro in California e, in occasione del suo nuovo lavoro, vuole chiedere a Lorelai il permesso di portare Rory con sè e chiederle di sposarlo.

## Tutto o niente
- Titolo originale: Unto The Breach
- Diretto da: Lee Shallat-Chemel
- Scritto da: David Babcock e Jennie Snyder

### Trama
Luke e Lorelai cercano di convincere loro stessi e gli altri che la canzone al karaoke non era una serenata, ma quando Luke lo sente esplicitamente dire da Lorelai ne risente. Richard ed Emily indicono un party per la laurea di Rory ormai alle porte: durante la festa, Logan fa la sua proposta di matrimonio. Rory è sorpresa e non sa cosa rispondere, chiedendo a Logan un po’ di tempo per pensarci e cercando consiglio nella madre, la quale però le dice che è una decisione che spetta solo a lei. Per l’occasione, anche Lorelai e Christopher si incontrano di nuovo dopo il divorzio e rimangono soddisfatti di come sono riusciti a restare in ottimi rapporti come genitori separati di Rory. Il giorno dopo avviene la consegna dei diplomi a Yale: i nonni, Lorelai e Christopher applaudono commossi per la realizzazione di un sogno coltivato diligentemente sin dai tempi più lontani. Ma bisogna guardare avanti, dunque Rory prende la decisione di affrontare la proposta di matrimonio fatta da Logan e gli dice che non si sente ancora pronta per un passo simile viste le incertezze che ancora ha davanti. Logan tuttavia rifiuta di ritirare la proposta perché pensa che, visto il suo imminente trasferimento in California, avere una nuova relazione a distanza sarebbe un passo indietro: a quel punto, Rory gli restituisce l'anello e i due, pur amandosi molto, si separano con un sofferto addio.

## Mi piace vederti felice
- Titolo originale: Bon Voyage
- Diretto da: Lee Shallat-Chemel
- Scritto da: David S. Rosenthal

### Trama
Alla locanda di Lorelai e di Sookie, Rory incontra Christiane Amanpour, un'autorità in campo giornalistico. L'incontro è per lei illuminante e le chiarisce un po' le idee riguardo ai suoi progetti.
Decise a prendersi una meritata estate di svago e riposo, Lorelai e Rory pianificano di fare un viaggio insieme per gli stati della East Coast alla ricerca delle montagne russe più spericolate. Ma la fortuna bussa alla porta di Rory in anticipo, infatti ottiene un lavoro estivo come reporter politica per una rivista online durante la campagna elettorale di Barack Obama. Ciò mette in subbuglio l'intera cittadina, che aveva intenzione di festeggiare la laurea di Rory in modo grandioso.
Lorelai e Rory spiegano che non sarà possibile perché la partenza è prevista per tre giorni dopo, ma Luke ha deciso di non stare passivamente a guardare le cose andare storte. Infatti va da Sookie e le dice di anticipare la festa organizzandola segretamente per fare una sorpresa alle ragazze Gilmore.
Tutta Stars Hollow si mette in azione e tramite mille sotterfugi riusciranno a festeggiare Rory e Lorelai come si deve, nonostante un tremendo acquazzone e un discorso imbarazzante ma esilarante di Taylor. Quando Sookie rivela a Lorelai che la festa è stata fatta principalmente grazie agli sforzi di Luke, lei va davanti al suo locale per ringraziarlo. Luke le dice che vuole solo vederla felice e i due finalmente si scambiano un lungo bacio.
Il mattino seguente, Lorelai e Luke, di nuovo insieme, decidono di dare uno speciale arrivederci a Rory facendo colazione alle 5 di mattina insieme a lei, dentro il suo locale ancora chiuso: la serie si chiude con la stessa scena finale del primo episodio della prima serie.
- Nota. Questo episodio finale è stato in parte riscritto sotto richiesta dell'attrice Lauren Graham (Lorelai Gilmore).[senza fonte]